# صموئيل د. كوكس
صموئيل د. كوكس (بالإنجليزية: Samuel D. Cox)‏ هو قائد عسكري أمريكي، ولد في 26 ديسمبر 1961.